# MP3.com
MP3.com es un sitio web operado por CNET Networks que proporciona información acerca de la música digital y los artistas, canciones, servicios, comunidad, y tecnología. Fue creado por Michael Robertson en 1989.

## Historia
Probablemente es más conocido por su encarnación original, como servicio legal de libre intercambio de música, muy popular entre los músicos independientes para promover su trabajo. Su nombre de debe al popular formato de archivos de música, 'MP3'. CNET lo cerró el 2 de diciembre de 2003, después de comprar el nombre de dominio (pero no en la tecnología MP3.com de música o de los activos), estableció el sitio MP3.com actual.